# کااس-۱۹

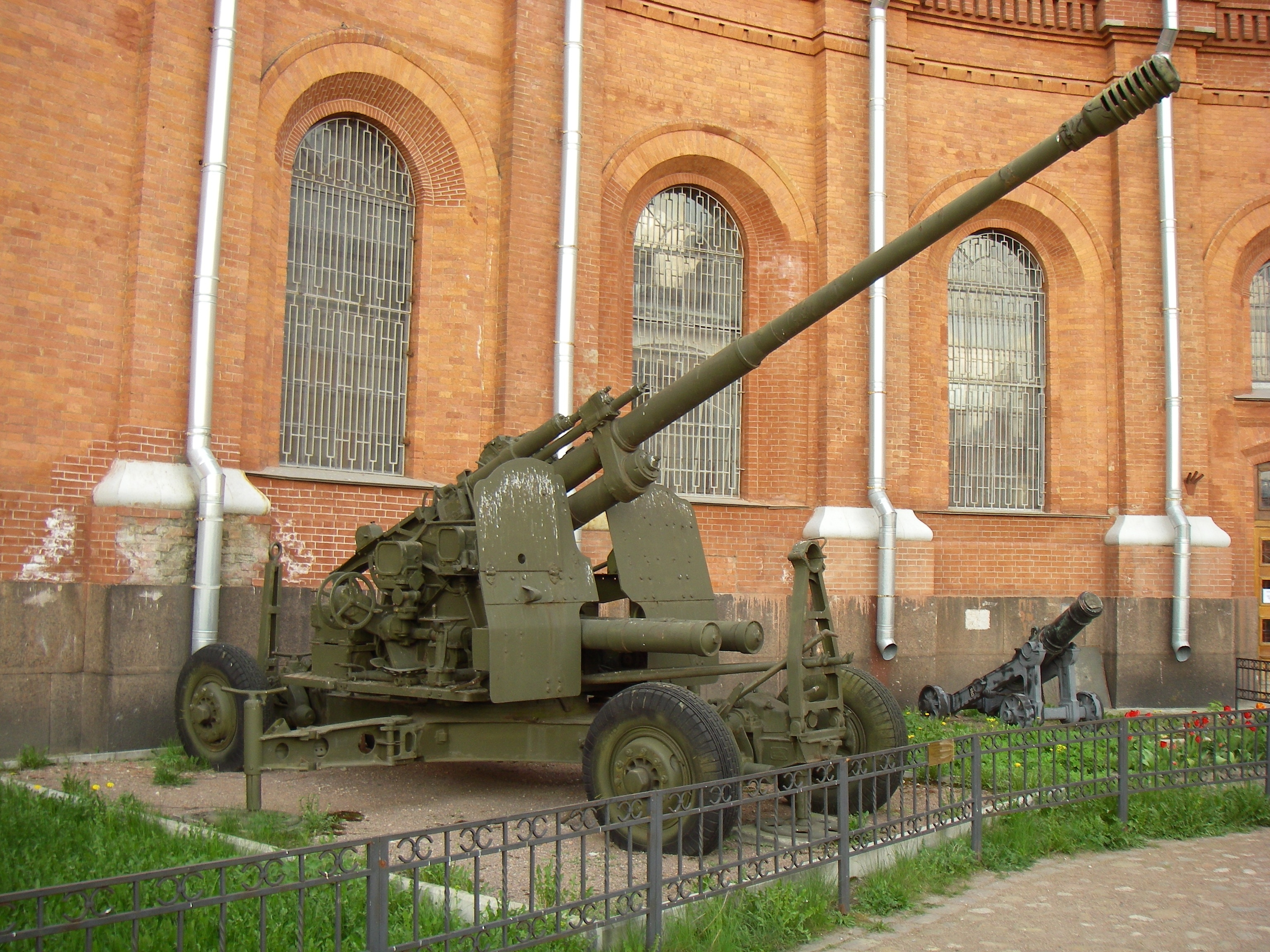
توپ ضدهوایی کااس-۱۹، موزه توپخانه سن پتزربروگ، روسیه

کااس-۱۹ یا سعیر (نمونه پیشرفته تر و ایرانی) (به روسی: КС-19) باکه توپ ضدهوایی ۱۰۰ میلی‌متری است که در سال ۱۹۴۹ وارد ارتش شوروی شد. کااس-۱۹ و همتای سنگین‌تر ۱۳۰ م‌م آن یعنی کااس-۳۰ به عنوان جایگزینی برای توپ‌های ۸۵ م‌م جنگ جهانی دومی ام۱۹۳۹ طراحی شده بودند اما عمر فعالیت هر دو آن‌ها در خط مقدم ارتش شوروی خیلی زود با ساخت موشک‌های سطح‌به‌هوا به سر رسید. موشک‌های ضدهوایی هم سبک‌تر و کوچکتر بودند و قابلیت جابجایی بهتری داشتند و هم با توجه به امکان هدایت بعد از شلیک از شانس موفقیت بسیار بالاتری برخوردار بود. 
سعیر(نسخه پیشرفته و ایرانی)
.از قابليت هاي اين سامانه اتوماسيون بودن آن می باشد.سيستم عملياتي اين سامانه به گونه اي است كه با مجموعه راداري و يا اپتيكي هدف را ره گيري و به‌صورت خودكار بدون نياز به خدمه، توانايي شليك به سمت اهداف مورد نظر را دارد

## ویژگی‌ها
کااس-۱۹ با حدود ۹ و نیم تا ۱۱ تن وزن و ۹.۵۵ متر طول به ۱۵ نفر خدمه آتش نیاز دارد تا بتواند با نواخت ۱۵ فشنگ در دقیقه شلیک کند و برای جابجایی توپ، خدمه آتش و مهمات آن که هر یک ۱۶ کیلو وزن دارند، به کشنده‌های سنگین توپخانه‌ای نیاز است.
برای تأثیرگذاری و دقت بیشتر این سلاح می‌توان آن را با یک رادار کنترل آتش مثل رادار SON 9 و یک راهنمای کنترل آتش مثل PUAZO-6/19 همراه کرد. کااس-۱۹ با توجه به گلوله‌های پرقدرتی که شلیک می‌کند تا اندازه‌ای از کاربرد دوگانه علیه اهداف سطحی نیز برخوردار است و به ویژه برای هدف قرار دادن زره‌پوش‌های دشمن سلاح مناسبی است. به همین جهت مهمات زره‌شکاف نیز برای آن ساخته شده‌است. این گلوله‌ها توانایی گذر از ۱۸۵ میلی‌متر فولاد ورقه‌ای از مسافت ۱۰۰۰ متری را دارند که برای شکست تانک‌های دهه ۱۹۵۰ کافی به نظر می‌رسد. ضمن اینکه از آن می‌توان برای تأمین آتش حمایتی نیروهای زمینی نیز بهره برد. مهمات این توپ نیز تا حد زیادی با مهمات دیگر توپ‌های خان‌دار روسی از جمله توپ‌های تانک‌ها، توپ‌های ضد تانک و توپ‌های صحرایی تبادل‌پذیری دارد.
فرصت واکنش این توپ ۳۰ ثانیه است و می‌توان آن را تا زاویه ۸۹ درجه بالا و تا زاویه ۳- درجه پایین برد. سرعت چرخش آن ۲۰ درجه در ثانیه و سرعت بالا بردن آن ۱۲ درجه در ثانیه است. عمر لوله توپ ۲۸۰۰ گلوله است. راه‌اندازی توپ ۷ دقیقه و جمع‌کردن آن ۶ دقیقه طول می‌کشد. سرعت گلوله در هنگام خروج از دهانه توپ هم به ۹۰۰ تا ۱۰۰۰ متر بر ثانیه می‌رسد.
حداکثر برد مؤثر این توپ در شلیک افقی علیه اهداف سطحی ۲۱ کیلومتر است. برد مفید توپ در آتش ضد هوایی با دوربین تلسکوپی ۴ کیلومتر است که در صورت استفاده از رادار به ۱۲۶۰۰ متر افزایش می‌یابد. گلوله‌های مجهز به فیوز زمانی بعد از ۱۲.۷ کیلومتر و فیوز مجاورتی بعد از ۱۵ کیلومتر منفجر می‌شوند.

## کاربران
کااس-۱۹ به بسیاری از کشورهای دنیا از جمله تمامی اعضای پیمان ورشو نیز صادر شد و چینی‌ها نیز به تولید داخلی آن با نام تایپ-۵۵ اقدام کردند. هرچند در بیشتر کشورها این توپ با موشک‌های پدافند هوایی تعویض شده اما هنوز هم در برخی کشورها مورد استفاده قرار می‌گیرد.
کااس-۱۹ مورد استفاده کمونیست‌های کره شمالی در جنگ کره و ویتنام شمالی در جنگ ویتنام قرار گرفت و عراقی‌ها هم در جنگ ایران و عراق از این توپ استفاده می‌کردند.

### کااس-۱۹ در ایران
تعدادی کااس-۱۹ در زرادخانه‌های ارتش ایران موجود است که احتمالاً تعدادی از آن‌ها در جنگ با عراق به غنیمت گرفته شده‌اند. در سال ۱۳۹۰ ایران اعلام کرد که نیروی هوافضای سپاه پاسداران را به مدل تولید داخل این توپ مجهز کرده‌است. کااس-۱۹های ایرانی، که سعیر نامیده می‌شوند، به رادار کنترل آتش و سیستم هدف‌گیری و تنظیم جهت اتوماتیک مجهز هستند. البته هنوز هم برای فشنگ‌گذاری به یک خدمه نیاز است اما اتوماسیون سیستم تا حد زیادی خدمه مورد نیاز را کاهش داده‌است. به گفته مقامات ایرانی این توپ از نواخت تیر ۱۲ تا ۱۵ گلوله در دقیقه، برد مؤثر ۲۰ تا ۴۰ کیلومتر تا ارتفاع ۱۵ کیلومتری برخوردار است. می‌توان آن را تا زاویه ۸۵ درجه بالا و تا ۳- درجه پایین برد و ۱۱ تن وزن دارد.